# Vite vendute (film 2024)
Vite vendute (Le salaire de la peur) è un film del 2024, diretto da Julien Leclercq, tratto dal romanzo omonimo del 1950 di Georges Arnaud e a sua volta remake del film omonimo del 1953 di Henri-Georges Clouzot.

## Trama
Dopo l'esplosione di un pozzo petrolifero che minaccia la vita di centinaia di persone, una task force viene incaricata una pericolosa traversata di attraversare il deserto trasportando un carico di nitroglicerina.

## Distribuzione
Il film è stato distribuito sulla piattaforma Netflix a partire dal 29 marzo 2024.